# Рожевичі
Рожевичі (біл. вёска Рожавічы) — село в складі Молодечненського району Мінської області, Білорусь. Село підпорядковане Городилівській сільській раді, розташоване в західній частині області.